# Opinioni politiche di Samuel Johnson

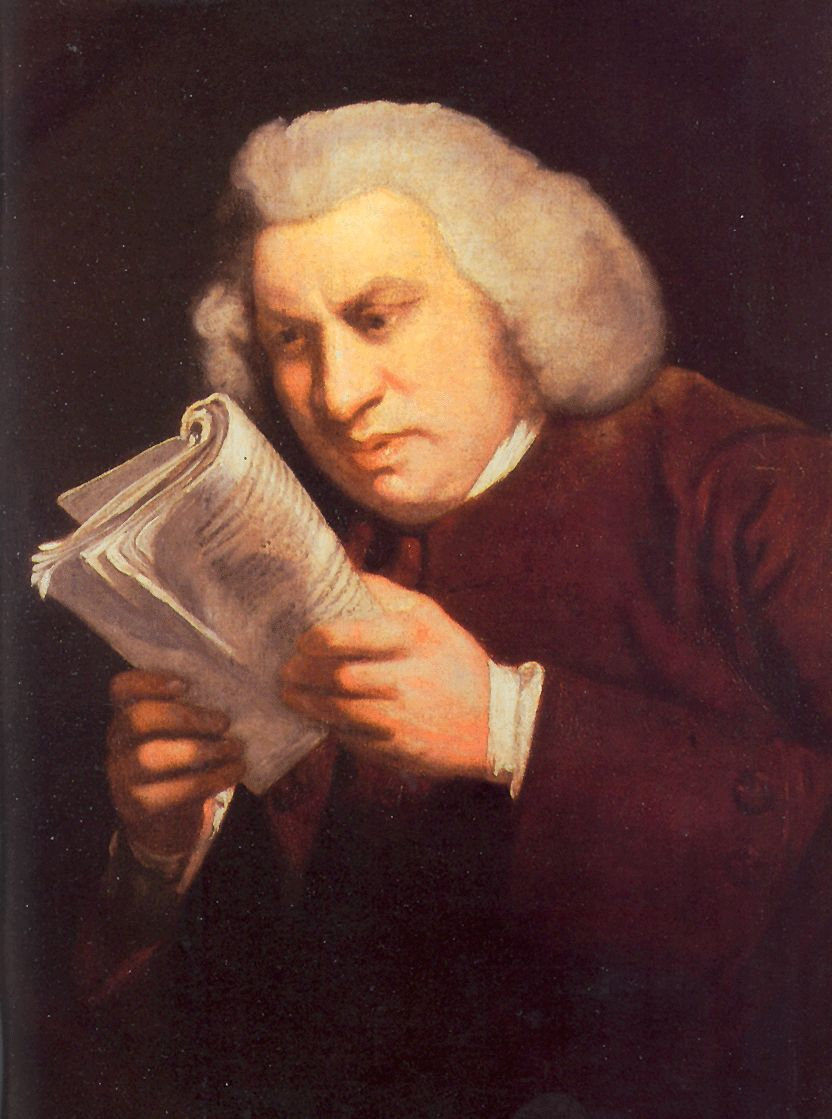
Samuel Johnson

Samuel Johnson scrisse dozzine di saggi in cui espose le sue opinioni sulla politica del suo tempo

## Scritti politici
Johnson fu ritenuto, da un lato, un convinto Tory ma anche, dall'altro lato, come non partecipe attivo in politica; questa ambivalenza fece in seguito ignorare e trascurare i suoi scritti politici. In parte la colpa di questa situazione è da attribuire a Boswell e alla sua Life of Samuel Johnson. Infatti, Boswell conobbe Johnson ormai anziano e per questo non si curò di riferirci sul ruolo che la politica svolse negli anni giovanili del saggista. Il controllo del Parlamento inglese da parte di Walpole e la Guerra dei Sette Anni, questi sono i due periodi di partecipazione attiva alla vita politica da parte di Johnson e che ebbero riflesso nei suoi primi pamphlet. Benché Boswell fosse con Johnson durante gli anni 1770 e ci descriva quattro importanti opuscoli scritti da Johnson, tuttavia il biografo non ne parla a fondo perché si dedica ad altri temi quale il viaggio in Scozia. Questo atteggiamento avulso da parte di Boswell era dovuto anche al fatto che egli la pensava diversamente rispetto a quanto formulato da Johnson nei pamphlet, The False Alarm e Taxation No Tyranny.
Boswell, comunque, non è stata la sola causa per cui Johnson venne ignorato come un pensatore politico; Macaulay cercò di promuovere la credenza che il pensiero politico di Johnson fosse strampalato e che i suoi erano gli scritti di un fanatico. Tuttavia, Macaulay era schierato con il partito Whig e stabilì il concetto politico secondo cui Whig e Tory erano forze opposte, un punto di vista su cui Johnson non concordava. Le opinioni politiche di Johnson mutarono durante il corso della sua vita, all'inizio mostrò simpatia per i Giacobiti ma, quando salì al trono Giorgio III, egli accettò l'Act of Settlement del 1701 che favorì la successione degli Hannover. Si deve a Boswell se fra la gente si diffuse l'idea di un Johnson "arci-conservatore", e fu Boswell, più di chiunque altro, a determinare come Johnson sarebbe stato considerato dai posteri.

### False Alarm
Nel 1770 Johnson scrisse il Falso Allarme, un pamphlet politico contro John Wilkes.

### Thoughts Respecting Falkland's Islands
Nel 1771, con il suo Pensieri sulle recenti trattative riguardo alle Isole Falkland, Johnson metteva in guardia da una guerra con la Spagna.

### The Patriot
Nel 1774 Johnson pubblicò Il Patriota, in cui criticava tutto ciò che sapeva di falso patriottismo. La sera del 7 Aprile 1775, fece la famosa dichiarazione:"Il patriottismo è l'estremo rifugio delle canaglie." Questa frase evidentemente non era contro il concetto di patriottismo, bensì contro l'uso ipocrita che facevano del termine "patriottismo" John Stuart, III conte di Bute (il primo ministro-patriota) ed i suoi sostenitori; Johnson era contro coloro che si "autoproclamavano patrioti" in generale, ma teneva in gran conto il patriottismo "vero".
Questa frase è stata resa famosa dal film Orizzonti di gloria di Stanley Kubrick. La pronuncia il colonnello Dax (Kirk Douglas) incaricato di difendere tre soldati processati per codardia davanti al nemico.

### Taxation No Tiranny
L'ultimo di questi pamphlet, Tassazione non Tirannia del 1775, fu scritto in difesa dei Coercive Acts, una serie di cinque leggi riguardanti le colonie britanniche del Nord America e, al contempo, era la risposta di Johnson alla Dichiarazione dei Diritti formulata nel Primo congresso continentale d'America, in cui si ribadì il principio "Nessuna tassazione in mancanza di rappresentanza". Johnson sostenne che, emigrando in America, i coloni avevano "volontariamente rinunciato al loro diritto al voto", ma godevano ancora una di una "virtuale rappresentanza" in Parlamento. In una parodia della Dichiarazione dei Diritti, Johnson fece capire che i coloni d'America non avevano più diritto della popolazione di Cornovaglia di autogovernarsi. Se gli americani volevano essere eletti in Parlamento, disse Johnson, potevano trasferirsi in Inghilterra e acquistare una tenuta. Johnson denunciò "come traditori della patria" gli inglesi sostenitori dei separatisti d'America, e si augurò che la controversia venisse composta senza spargimento di sangue, ma che si concludesse comunque con "supremazia inglese e obbedienza americana".

## Opinioni
Johnson era un devoto anglicano e politicamente un conservatore, credeva in una salda unione fra Chiesa e Stato. Sebbene Johnson ammirasse John Milton come poeta, non poteva invece tollerare le convinzioni puritane e repubblicane dell'autore del Paradiso perduto.

### Colonialismo
Johnson aveva sostenuto che Inghilterra e Francia si erano comportati come "due ladroni" che sottraevano ai nativi del Nord America le loro terre. Dopo la firma della Pace di Parigi nel 1783 che segnò la definitiva sconfitta degli inglesi da parte dei coloni americani, Johnson rimase "profondamente turbato" dalla "condizione in cui è caduto questo regno".

### Scozia
Nonostante avesse come intimo amico e biografo James Boswell, uno scozzese, Johnson, tuttavia, come molti suoi colleghi inglesi ebbe la nomea di disprezzare la Scozia e gli scozzesi. Anche durante il viaggio che fecero in Scozia, Johnson non mancò di "mettere in mostra pregiudizi ed un gretto nazionalismo". Hester Lynch Piozzi, nel riassumere il punto di vista nazionalistico di Johnson ed il suo pregiudizio antiscozzese, disse, "Noi tutti sappiamo bene che egli maltrattava gli scozzesi, e certamente era ricambiato parimenti da loro".

### Schiavitù
Johnson fu contro la schiavitù, ben prima del periodo d'oro dell'Abolizionismo. In una occasione propose un brindisi alla "prossima ribellione dei negri delle Indie occidentali. Ebbe un domestico nero, Francis Barber, che nominò nel suo testamento.